# Moskau Kasaner Bahnhof

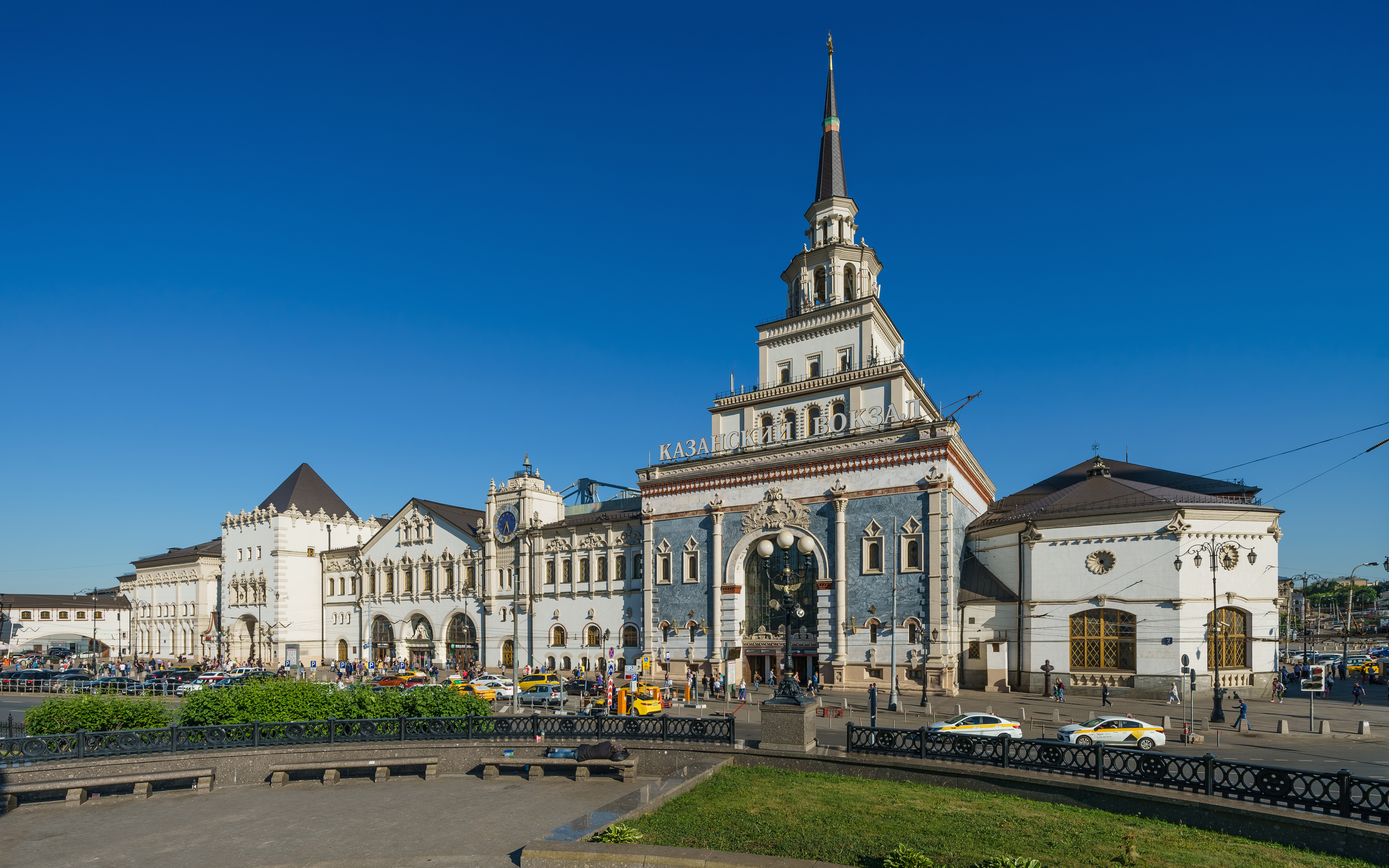
Kasaner Bahnhof

Der Kasaner Bahnhof (russisch Казанский вокзал / Kasanski woksal) ist einer der acht Fernbahnhöfe in Moskau. Er liegt am Komsomolskaja-Platz, in unmittelbarer Nähe zum Jaroslawler und dem Leningrader Bahnhof, und ist bis heute einer der größten Bahnhöfe der russischen Hauptstadt. Das von Alexei Schtschussew konzipierte Empfangsgebäude des Kasaner Bahnhofs ist außerdem ein wertvolles Denkmal der frühsowjetischen Architektur.

## Geschichte
Der Vorläufer des heutigen Kasaner Bahnhofs entstand im Jahr 1862 mit der Inbetriebnahme der Eisenbahnstrecke von Moskau nach Rjasan, für die ein separater Kopfbahnhof vorgesehen war. Zu jener Zeit war das Gebäude des neuen „Rjasaner Bahnhofs“ nicht mehr als ein Holzhäuschen, auch richtige Bahnsteige gab es damals noch nicht, so dass das Ein- und Aussteigen in den bzw. aus dem Zug für Fahrgäste eine recht beschwerliche Angelegenheit war. Zwei Jahre später wurde das provisorische hölzerne Abfertigungsgebäude abgebrochen und an dessen Stelle ein steinernes Bahnhofsgebäude errichtet. Damit wurde der künftige Kasaner Bahnhof zum dritten Bahnhofsgebäude am damaligen Kalantschowskaja-Platz, der dadurch später als „Platz der drei Bahnhöfe“ bekannt wurde.
Doch auch das neue Bahnhofsgebäude genügte den wachsenden Ansprüchen nicht; zum einen war es architektonisch nicht sonderlich attraktiv, zum anderen war der Wartesaal viel zu klein und unbequem. Spätestens mit der Verlängerung der Moskau-Rjasan-Eisenbahnstrecke weiter östlich bis in die Wolgametropole Kasan, die nun auch namensgebend für den Bahnhof wurde, und dem dadurch stark gestiegenen Fahrgastaufkommen musste dringend ein neues Empfangsgebäude her. Allerdings sollte es noch mehrere Jahrzehnte dauern, bis das heutige Gebäude seinen Platz einnahm.
Zunächst wurden etliche Erweiterungsprojekte für das alte Gebäude vom Verkehrsministerium aufgrund diverser Mängel verworfen, und auch ein 1907 eingereichtes Projekt für ein Neubau des Gebäudes musste abgewiesen werden. Nachdem im Jahre 1910 das mittlerweile aus allen Nähten platzende alte Gebäude notdürftig hatte erweitert werden müssen, wurde ein neuer Wettbewerb ausgeschrieben, den schließlich der renommierte Architekt Alexei Schtschussew gewann. Ende 1913, nachdem Schtschussews Projekt vom Verkehrsministerium gebilligt worden war, begann man mit dem Bau des neuen Bahnhofs, dessen Fertigstellung für den 1. November 1916 geplant wurde; das alte Gebäude wurde einige Monate zuvor abgebrochen und in ein zweistöckiges Provisorium verlegt. Letztendlich wurde aber auch aus der geplanten Fertigstellung im Jahr 1916 nichts, denn inzwischen brach der Erste Weltkrieg aus, wenig später folgten die Oktoberrevolution und der Bürgerkrieg. Nachdem im Jahr 1918 sämtliche Eisenbahnen Russlands, also auch die Moskau-Kasan-Strecke, verstaatlicht worden waren, nahm man die Bahnhofsbauarbeiten wieder auf, die allerdings wegen Mangels an Baumaterialien extrem schleppend vorangingen.
Im Juni 1922 gelang es schließlich, die Wartehallen des künftigen Bahnhofs fertigzustellen, woraufhin das provisorische Bahnhofsgebäude abgerissen wurde und der teils fertige Kasaner Bahnhof die ersten Fahrgäste aufnahm. Die vollständige Fertigstellung des Bahnhofs erfolgte erst im Jahr 1940. 1923 wurde an der Fassade die große Uhr angebracht, die im Schtschussews Projekt von Anfang an vorgesehen war, – sie zierte die Bahnhofsfassade noch bis 1941, als sie während der deutschen Luftangriffe zerstört wurde; erst in den 1970er Jahren hat man die Bahnhofsuhr wieder an ihrem ursprünglichen Platz hergerichtet.
Auch sonst wurden am Gebäude in der Zeit nach seiner endgültigen Fertigstellung etliche Erweiterungen und Erneuerungen vorgenommen. In den 1950er Jahren errichtete man eine zusätzliche unterirdische Abfertigungshalle für den Nahverkehr, die auch einen direkten Zugang zur U-Bahn beinhaltete, und im Jahr 1990 entstanden weitere Wartesäle sowie eine neue Überdachung der Bahnsteige. Zuletzt wurde der Bahnhofskomplex im Jahr 1997 restauriert; hierbei entstanden zwei neue Erweiterungsgebäude, die im ursprünglichen Schtschussew-Projekt vorgesehen, aber bis dahin nicht gebaut worden waren.

## Architektur

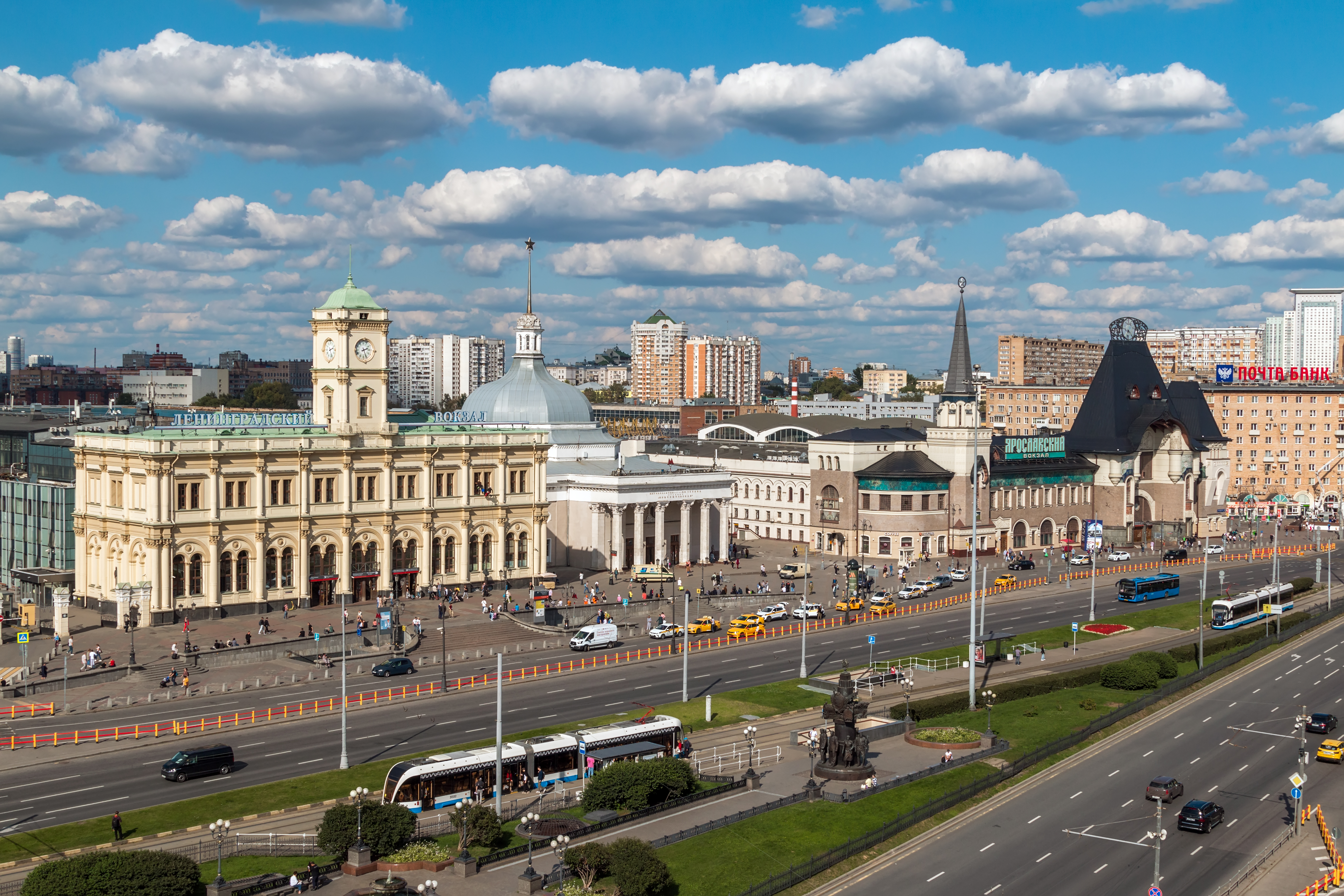
„Platz der drei Bahnhöfe“

Der Kasaner Bahnhof gilt zu Recht als einer der sehenswertesten Bahnhofsbauten in der russischen Hauptstadt. Der Gebäudekomplex, zugleich eines der bekanntesten Schtschussew-Bauwerke, wurde im sogenannten neorussischen Stil gehalten; Schtschussew wollte die Gebäude in die bereits bestehende architektonische Landschaft des Bahnhofsplatzes harmonisch integrieren und zugleich individuelle Stilelemente des neuen Bahnhofs hervorheben. Charakteristisch für den Kasaner Bahnhof ist die langgezogene Gebäudereihe, die teilweise spitze Türme verschiedener Höhen sowie einen Glockenturm mit Uhr und als zentrales Element das Eingangsgebäude mit arkadenartiger Torkonstruktion beinhaltet. Hier ließ sich Schtschussew hauptsächlich von altrussischer Architektur inspirieren, die unter anderem Städte wie Nischni Nowgorod, Astrachan oder Rjasan schmückte, aber auch eine Anspielung an den Kasaner Sujumbike-Turm ist erkennbar. Auch das Innere der Bahnhofshallen wird vielfach von Malereien seinerzeit renommierter Künstler wie Alexander Benoîs, Boris Kustodijew, Sinaida Serebrjakowa oder Iwan Bilibin geziert.

## Der Kasaner Bahnhof heute

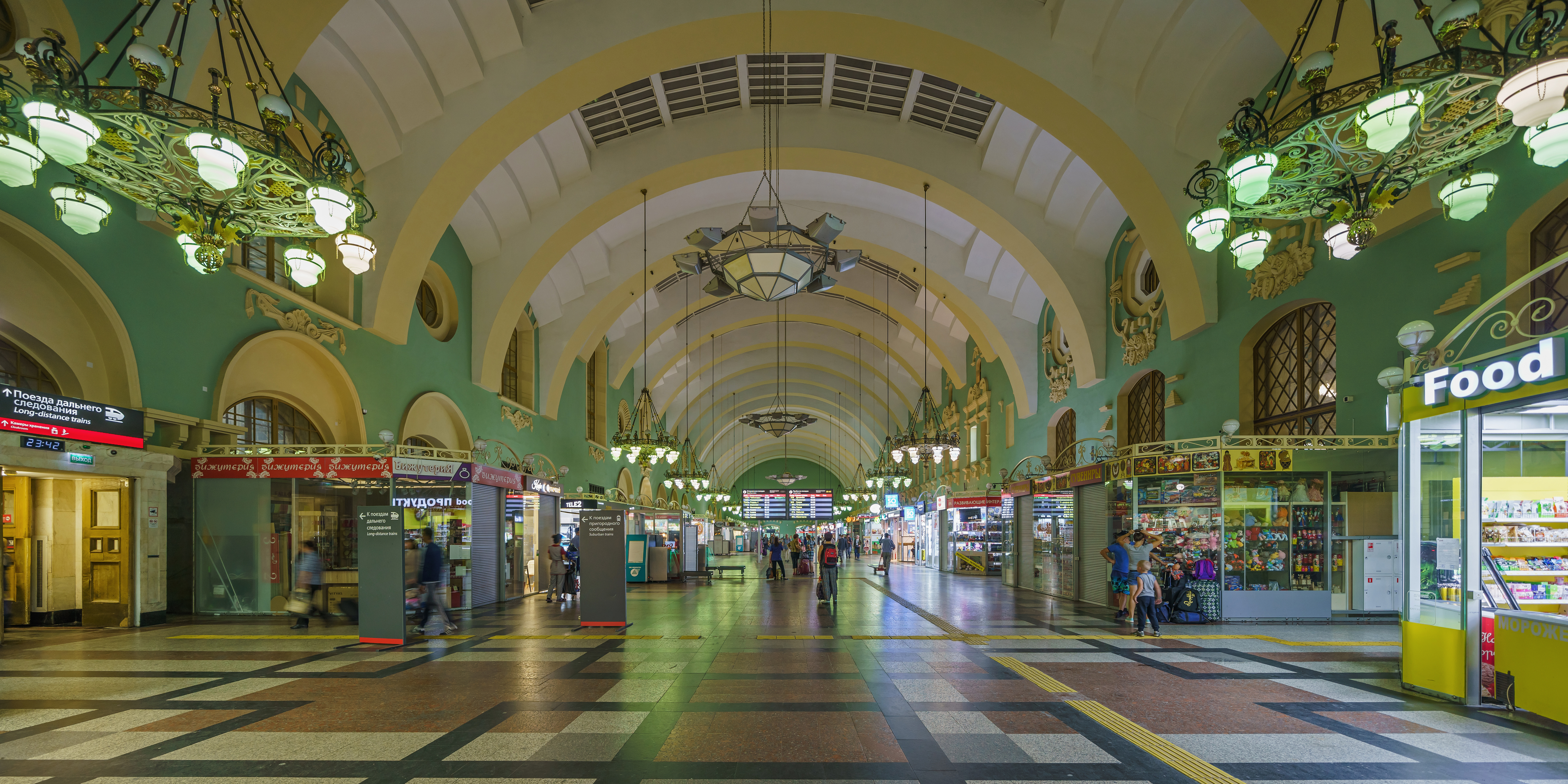
Die Abfertigungshalle des Kasaner Bahnhofs

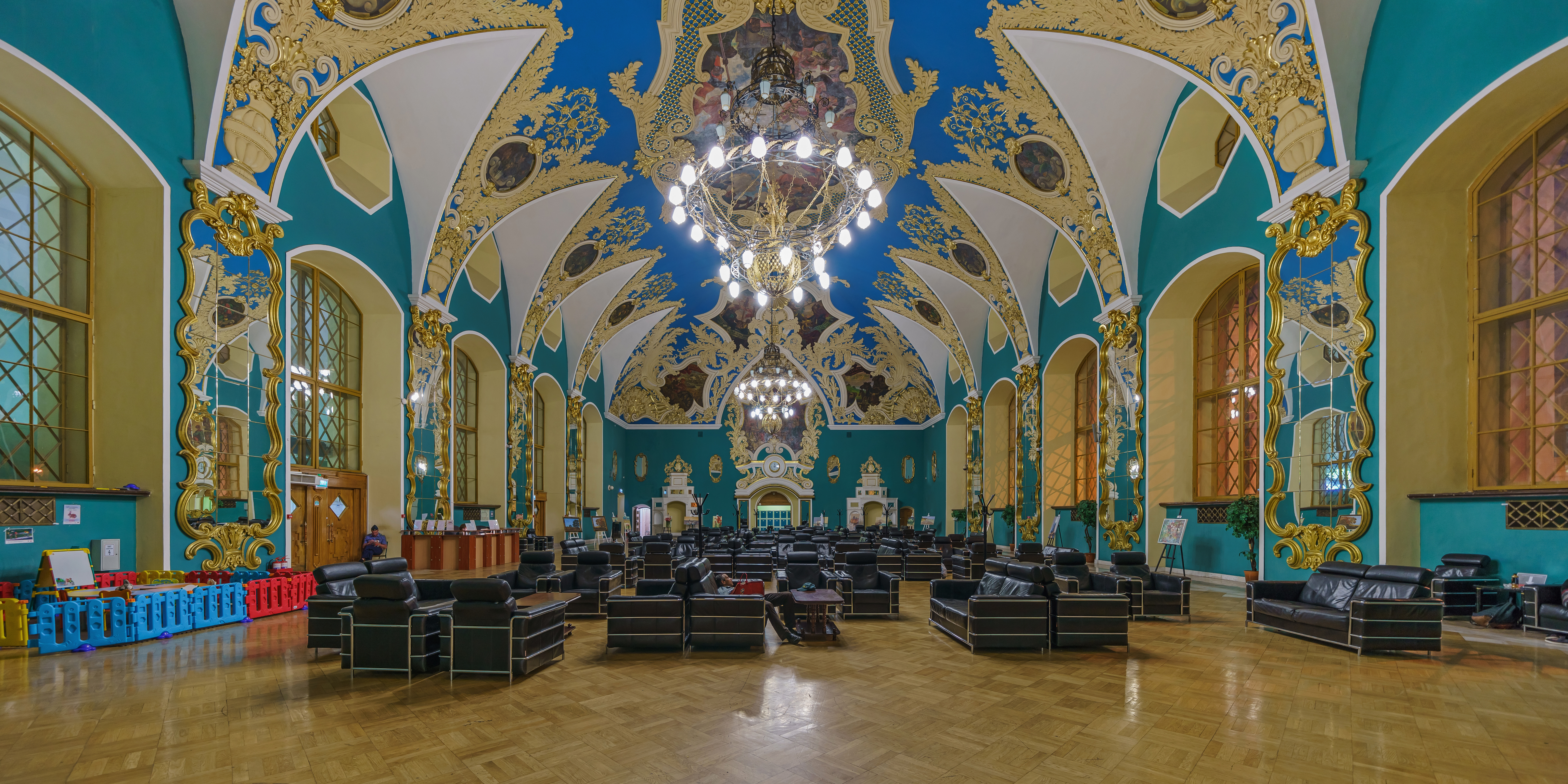
Früherer Restaurant-Saal, heute Business-Lounge

Auch verkehrstechnisch ist der Kasaner Bahnhof einer der bedeutendsten Bestandteile des Moskauer Verkehrsknotenpunkts. Täglich wird er von etwa 70 Zugpaaren im Fernverkehr sowie 200 Zugpaaren im Regionalverkehr (sog. „Elektritschkas“) angefahren. Vom Bahnhof aus bestehen Zugverbindungen nicht nur nach Kasan und in andere Wolga-Provinzen, sondern auch in den Ural, Teile Sibiriens sowie nach Zentralasien. Mit Nahverkehrszügen, die vom Kasaner Bahnhof abfahren, gelangt man unter anderem zum Moskauer Flughafen Bykowo sowie in Städte wie Kolomna oder Rjasan. Wie auch von den beiden benachbarten Bahnhöfen am Komsomolskaja-Platz, besteht vom Kasaner Bahnhof aus eine direkte Umsteigemöglichkeit zur Metro-Station Komsomolskaja der Linie 1 und der Ringlinie.
Personenzugverbindungen vom Kasaner Bahnhof bestehen nach:
- Adler
- Astana
- Barnaul
- Bereschtschino
- Bischkek
- Bugulma
- Dimitrowgrad
- Duschanbe
- Ischewsk
- Jekaterinburg
- Joschkar-Ola
- Kasan
- Kislowodsk
- Kuljab
- Kurgan
- Machatschkala
- Magnitogorsk
- Nabereschnyje Tschelny
- Naltschik
- Nischni Nowgorod
- Nowokusnezk
- Noworossijsk
- Omsk
- Orenburg
- Orsk
- Pensa
- Petropawl
- Qaraghandy
- Rjasan
- Rostow am Don
- Samara
- Saransk
- Sergatsch
- Sewerobaikalsk
- Simferopol
- Taschkent
- Tjumen
- Toljatti
- Tscheboksary
- Tscheljabinsk
- Tynda
- Ufa
- Wladikawkas